# Tổng tuyển cử Anguilla 2020
Cuộc tổng tuyển cử được tổ chức tại Anguilla vào ngày 29 tháng 6 năm 2020. Do đại dịch COVID-19, Order in Council được ban hành để cho phép hoãn cuộc bầu cử chậm nhất là đến ngày 11 tháng 9. Tuy nhiên, bầu cử không được hoãn.

## Kết quả
|                                                           |                              |                |                |                |                  |                  |                  |             |     |
| Đảng                                                      | Đảng                         | Khu vực bầu cử | Khu vực bầu cử | Khu vực bầu cử | Khu vực đặc biệt | Khu vực đặc biệt | Khu vực đặc biệt | Tổng số ghế | +/– |
| Đảng                                                      | Đảng                         | Phiếu bầu      | %              | Ghế            | Phiếu bầu        | %                | Ghế              | Tổng số ghế | +/– |
|                                                           | Phong trào Tiến bộ Anguilla  | 3.689          | 51.33          | 4              | 11.971           | 42.80            | 3                | 7           | +7  |
|                                                           | Mặt trận Thống nhất Anguilla | 3.170          | 44.11          | 3              | 9.820            | 35.11            | 1                | 4           | −2  |
|                                                           | Độc lập                      | 328            | 4.56           | 0              | 6.181            | 22.10            | 0                | 0           | −1  |
| Nghị sĩ dựa chức                                          | Nghị sĩ dựa chức             |                |                |                |                  |                  |                  | 2           | 0   |
| Tổng cộng                                                 | Tổng cộng                    | 7.187          | 100.00         | 7              | 27.972           | 100.00           | 4                | 13          | 0   |
|                                                           |                              |                |                |                |                  |                  |                  |             |     |
| Phiếu bầu hợp lệ                                          | Phiếu bầu hợp lệ             | 7.187          | 98.55          |                |                  |                  |                  |             |     |
| Phiếu bầu không hợp lệ/trống                              | Phiếu bầu không hợp lệ/trống | 106            | 1.45           |                |                  |                  |                  |             |     |
| Tổng cộng phiếu bầu                                       | Tổng cộng phiếu bầu          | 7.293          | 100.00         |                |                  |                  |                  |             |     |
| Cử tri phiếu bầu đã đăng ký                               | Cử tri phiếu bầu đã đăng ký  | 11.951         | 61.02          |                |                  |                  |                  |             |     |
| Nguồn: Central Electoral Office, Central Electoral Office |                              |                |                |                |                  |                  |                  |             |     |